# Santa Tereza de Goiás
Santa Tereza de Goiás is een gemeente in de Braziliaanse deelstaat Goiás. De gemeente telt 4.141 inwoners (schatting 2009).